# Red Bull
Red Bull è una bevanda energetica prodotta dalla omonima compagnia austriaca di Salisburgo.

## Storia
Dietrich Mateschitz riesce a raggiungere accordi col ricco uomo d'affari thailandese Chaleo Yoovidhya, proprietario e fondatore dell'azienda T.C. Pharmaceuticals e ideatore della bevanda Krating Daeng.
Si accordano così di importarla nel mercato europeo e fonda la Red Bull GmbH nel 1984. Tre anni più tardi comincia la commercializzazione in Austria. Alla fine del 2018, Red Bull impiega 12.239 dipendenti in 171 Paesi con un fatturato di 5,541 miliardi di Euro.

## Prodotto
Red Bull è una bevanda energetica analcolica di colore ambrato brillante, con taurina e caffeina, è gassata ed ha un gusto leggermente dolce fruttato tendente all’acerola.
A livello globale, viene commercializzato in diverse varianti:
- Energy Drink (classica);
- Sugarfree (senza zucchero);
- Zero Calories (zero calorie);
- Edition (varianti di gusto).

Le Edition vendute in Italia sono:
- Apricot (all'albicocca e fragola);[4][5]
- Green (al Dragon Fruit);[6]
- Pink Sugarfree (ai frutti di bosco);[7]
- Red (all'anguria);[8]
- Summer (curuba e fiori di sambuco);[9][10]
- Summer (al juneberry);[11]
- White (al cocco e açaí);[12]
- Winter (al fico e mela);[13]
- Winter (alla pera e cannella);[14]
- Winter Sugarfree (iced vanilla berry).[15]

A queste si aggiungono, nel mondo:
- Yellow (in alcuni mercati Tropical, ai frutti tropicali);
- Blue (al mirtillo nero);
- Green (al kiwi);
- Purple (in alcuni mercati Açaí, all'açaí);
- Summer (Beach Breeze);[16]
- Açaí Sugarfree;
- Tropical Sugarfree;
- Ruby (al pompelmo rosa);
- White Sugarfree;
- Orange (all'arancia, anche Sugarfree);
- Purple Sugarfree;
- Lime Sugarfree;
- Pear Sugarfree (alla pera);
- Peach (alla pesca).

In tempi recenti alla bevanda energetica a marchio Red Bull è stata affiancata una linea di soft drink, Organics by Red Bull:
- Simply Cola,
- Bitter Lemon,
- Ginger Ale,
- Ginger Beer
- Purple Berry
- Easy Lemon
- Black Orange
- Tonic Water.

In alcuni mercati come l'Austria, viene commercializzata anche una scatoletta rotonda chiamata Flying Bulls contenente dei cioccolatini al 72% di cacao e ribes neri; con vitamina B2, zinco e caffeina.

### Effetti
Il produttore presenta Red Bull Energy Drink come una bevanda funzionale da consumare in diverse occasioni come, ad esempio, al lavoro, praticando sport, studiando, durante una sessione ai videogame, quando si esce la sera o per guidare. Sostanzialmente per aumentare l'attenzione, combattere la stanchezza e il sonno al pari di un caffè abbastanza forte.
L'eventuale abbinamento di bibite energetiche come Red Bull con alcolici e in particolare superalcolici può dare una falsa sensazione di sobrietà molto pericolosa, ad esempio, per chi si mette alla guida.

## Commercializzazione

### Immagine del prodotto
Red Bull deve parte del suo successo anche all'innovativo stile del design della lattina in alluminio; Red Bull viene infatti distribuito nelle sleek cans, lattine più slanciate ideate appositamente, e in seguito adottate da tutte le marche di energy drink e soft drink. Per quanto riguarda il disegno della lattina, questo è piuttosto semplice ma ormai legato al prodotto: è formato da quattro parallelogrammi affiancati e sovrapposti, di colore blu e argento, e il logo, formato da due tori rossi pronti a scontrarsi con un sole in sfondo.

### Pubblicità

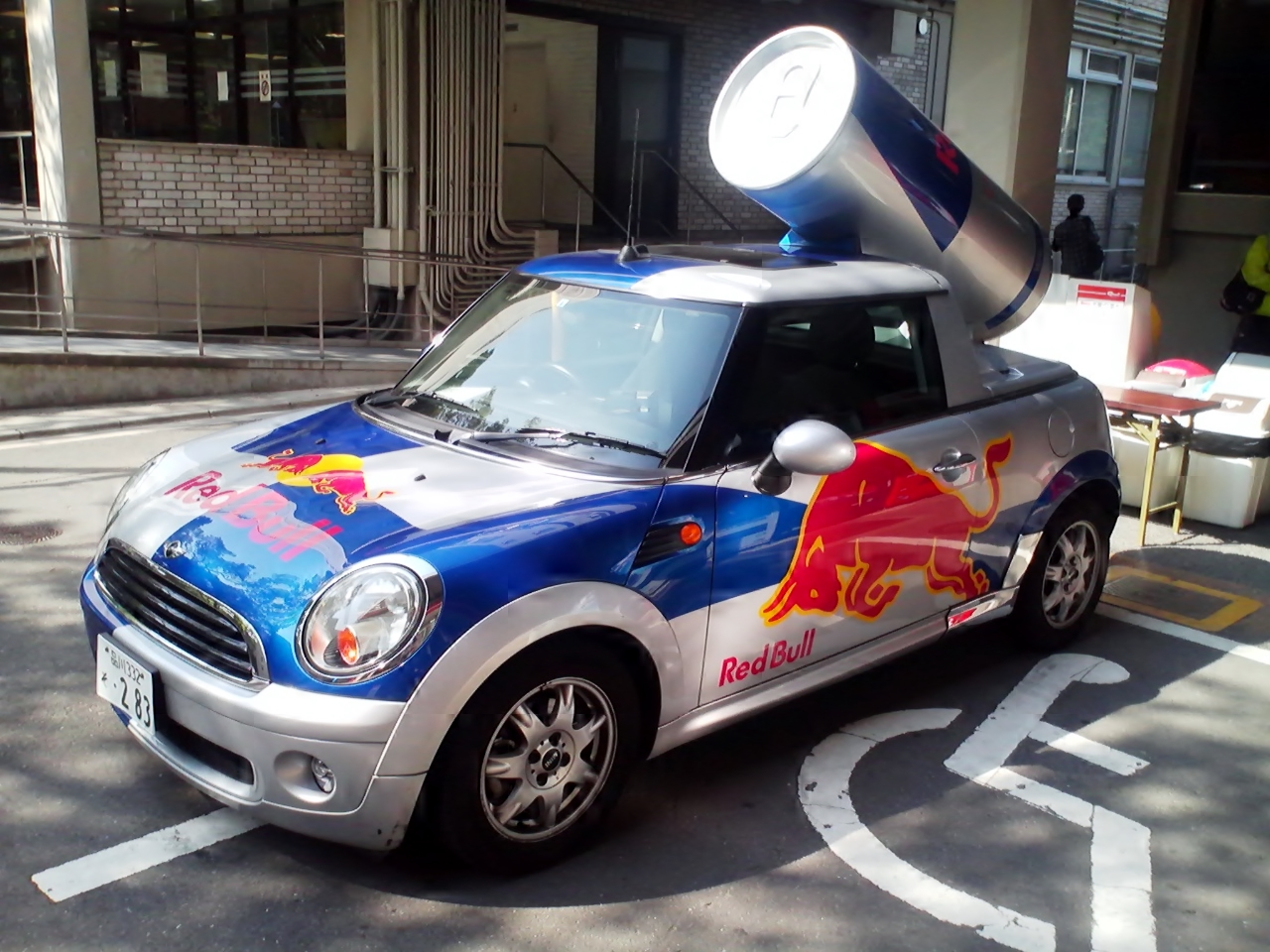
Mini Red Bull

Oltre ai canali tradizionali come la tv, la radio e il cinema, vengono utilizzati anche sport e sponsorizzazioni di eventi musicali. Red Bull negli anni ha legato il suo marchio al mondo sportivo, cominciando da sport estremi, come windsurfing, base jumping e snowboard, per poi allargarsi progressivamente verso sport più tradizionali come il calcio (FC Red Bull Salzburg, RB Leipzig, New York Red Bulls, Red Bull Bragantino, Red Bull Brasil, Fussballclub Liefering), l'hockey (EHC Red Bull München, Eishockeyclub Red Bull Salzburg) e la Formula 1 (dove possiede anche due scuderie, Red Bull Racing e Visa Cash App RB F1 Team). L'azienda è inoltre nota per la creazione di eventi più divertenti ed autoironici come la "Red Bull Soap Box Race" e il "Red Bull Flugtag", in cui amatori si sfidano su macchinette o aeroplanini senza motore, costruiti con i mezzi più disparati e le forme più divertenti dagli sfidanti stessi.
Per quanto riguarda la pubblicità televisiva, Red Bull è stato promosso attraverso una serie di scenette ironiche ideate dall'azienda pubblicitaria Kastner; la struttura degli spot, rimasta invariata fin dalle origini, vede raccontare attraverso scenette disegnate con stile fumettistico delle brevi storielle autoironiche e divertenti, in cui spesso i protagonisti si liberano da piccole e fastidiose situazioni quotidiane grazie all'energy drink che "mette le aaali". Un ulteriore mezzo di diffusione della bevanda è la fama guadagnata presso il pubblico giovane attraverso le/gli Student marketeers, ragazze/i che girano per le città, o presso eventi quali concerti o manifestazioni sportive, su automobili "personalizzate" con lo stile Red Bull, che distribuiscono gratuitamente lattine fresche della bevanda. Anche in autostrada, nelle aree di servizio e ristoro il prodotto viene molto pubblicizzato, conservando le Red Bull in appositi frigoriferi cilindrici dedicati a forma e immagine della lattina (i cosiddetti "Can Cooler").

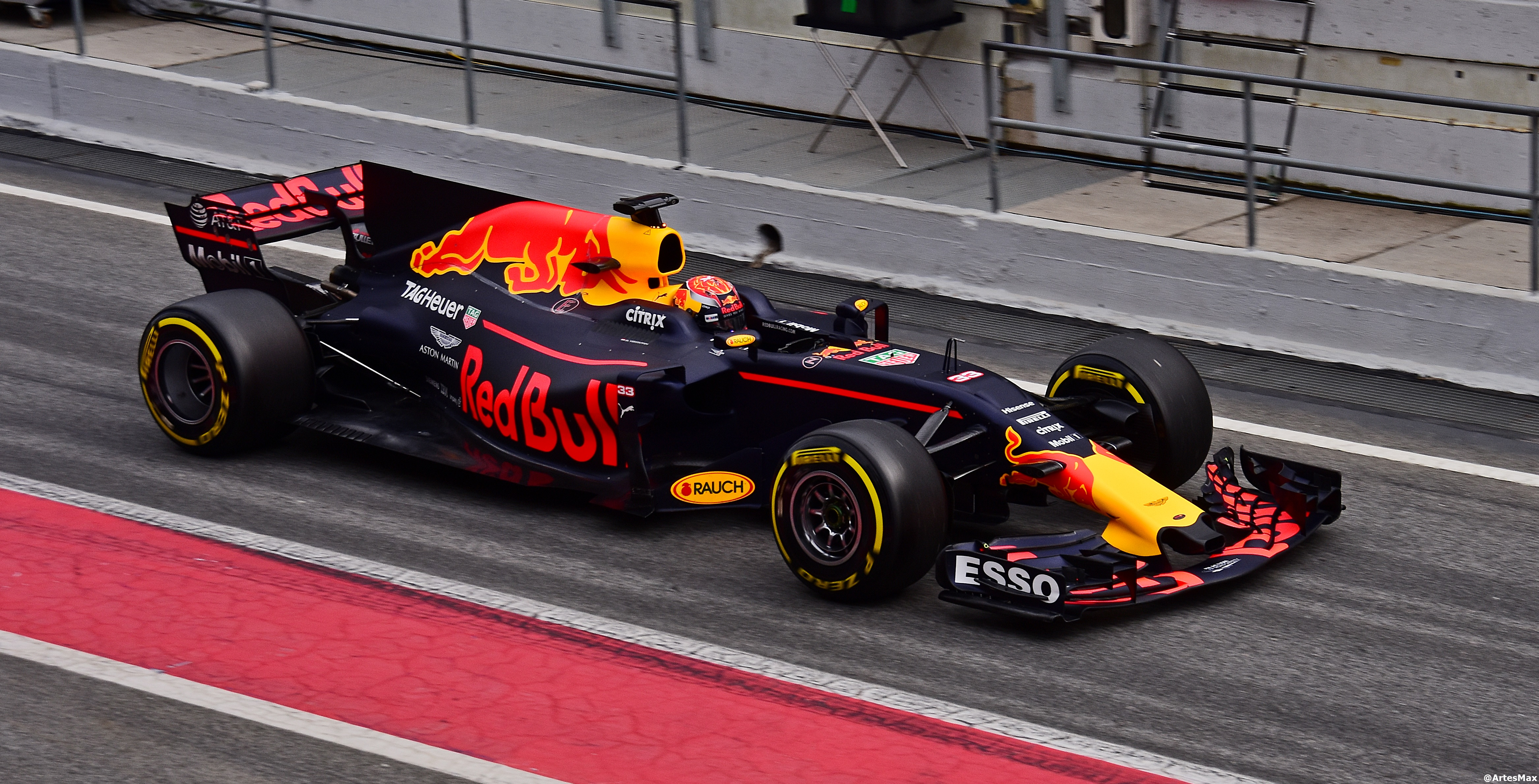
La RB13, vettura di Formula 1 della scuderia Red Bull Racing

#### Calcio
- RB Leipzig
- Fußballclub Red Bull Salzburg
- Fussballclub Liefering
- New York Red Bulls
- Red Bull Bragantino
- Red Bull Brasil

#### Formula 1
- Oracle Red Bull Racing

- Visa Cash App RB F1 Team

#### Motomondiale
- Red Bull KTM Factory Racing (MotoGP)
- Red Bull KTM Tech 3 (MotoGP e Moto3)
- Red Bull KTM Ajo (Moto3 e Moto2)

#### Motocross
- Red Bull KTM Factory Racing (Campionato mondiale di motocross)
- Red Bull KTM Factory Racing De Carli (Campionato mondiale di motocross)

#### Hockey su ghiaccio
- Eishockeyclub Red Bull Salzburg
- EHC Red Bull München

#### Mountain Bike
- Red Bull Rampage
- Red Bull Joyride
- Red Bull District

#### Ciclismo su strada
- Red Bull-Bora-Hansgrohe

## Controversie
In alcuni stati europei la commercializzazione era stata vietata per via di timori combinati dal legame di caffeina con glucuronolattone e taurina; alcuni esperimenti sui topi hanno riscontrato alterazioni al loro sistema renale, con fenomeni di iperattività e di tossicità neurologica. La bevanda è stata poi liberalizzata per imposizione dell'Unione europea, nell'ottica di libera commercializzazione dei prodotti fra gli stati membri.
L'EFSA ha pubblicato un parere scientifico in base al quale si evidenzia come i fenomeni avversi acuti e mortali manifestatisi tra i consumatori di bevande energetiche sono dovuti all'elevato tasso di assorbimento di caffeina e non dalla miscela di questa con taurina e glucuronolattone. Circola anche una leggenda su Red Bull; racconta che la taurina viene estratta direttamente dai testicoli dei tori o dallo sperma bovino. La leggenda prende spunto da un fatto vero, poiché effettivamente tale sostanza è stata scoperta nella bile del toro, da cui il nome, ma come viene riferito dal sito ufficiale "la taurina contenuta in Red Bull Energy Drink è una sostanza interamente sintetica prodotta da compagnie farmaceutiche, e non è di derivazione animale né contiene componenti animali".

## Curiosità
Nel 2008 la Slow Cow Drink Inc. del Canada ha messo in commercio la Slow Cow ("mucca lenta"), una bibita alternativa e oppositiva al concetto di bevanda energetica, quindi una bevanda per aiutare le persone a rallentare e rilassarsi. Nome, logo e packaging sono una parodia della bevanda energetica Red Bull.

## Red Bull per il sociale

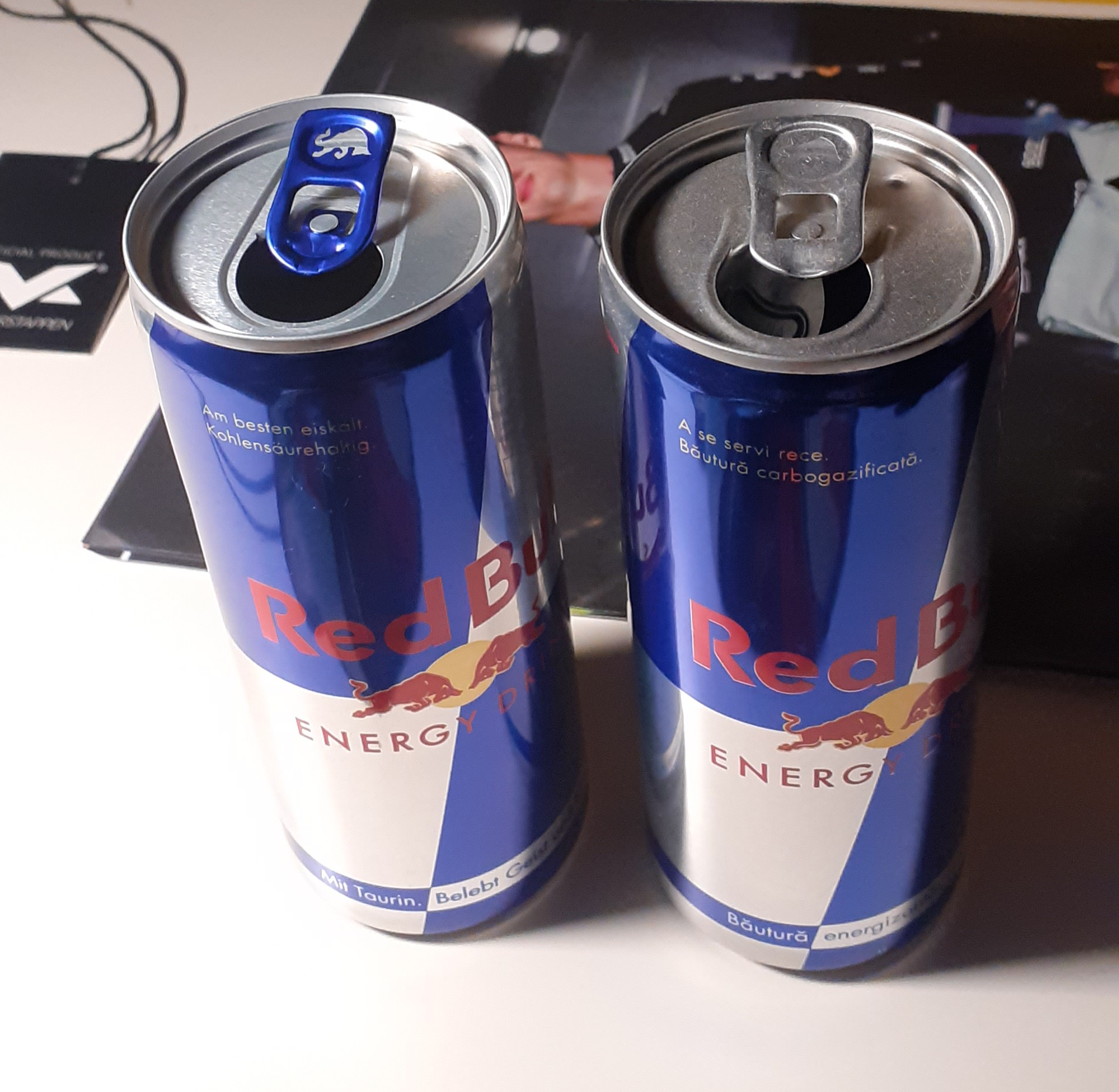
Due diverse lattine, una delle quali con la linguetta di colore blu.

In alcuni paesi come la Germania e in determinati contesti le Red Bull vendute hanno un "vuoto a rendere" caratterizzato da un sovraprezzo che varia da 25 centesimi di euro, a 0,5 € in autostrada, con l'importo che viene rimborsato alla consegna della lattina vuota. Le lattine con questa caratteristica si differenziano da quelle senza "vuoto a rendere" dall'occhiello della linguetta di apertura di colore blu.